# 乌拉圭社会党

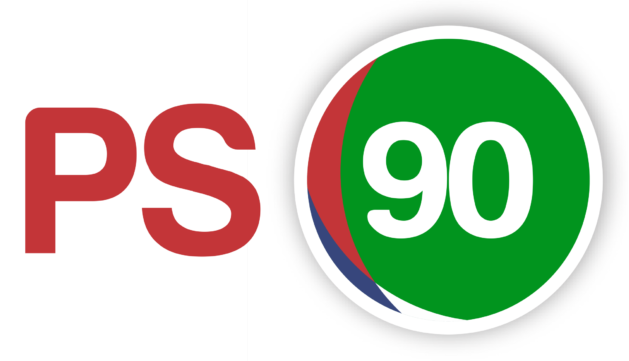
乌拉圭社会党标志

乌拉圭社会党（西班牙語：Partido Socialista del Uruguay，缩写为PS）是乌拉圭的一个政党。该党成立于1910年，创始人是埃米利奥·弗鲁戈尼。该党的政治立场是中间偏左至左翼。该党的意识形态是社会民主主义、民主社会主义、进步主义、反帝国主义。该党的秘书长是贡萨洛·西维拉。该党的总部位于蒙得维的亚。该党的青年翼是乌拉圭社会主义青年。该党是广泛阵线、进步联盟、圣保罗论坛和拉美社会主义协调的成员。